# Nasim Khaksar
Nasim Khaksar (1 januari 1944, Abadan) is Iraans-Nederlandse schrijver. Hij werd in 1968 in Iran gearresteerd vanwege politieke activiteiten en is sinds 1983 Iraanse balling in Nederland.

## Oeuvre in Nederland
- 1991: De kruidenier van Kharzavil
- 1994: Reis naar Tadzjikistan